# Desinfectório Central
O Desinfectório Central foi um prédio construído em 1893 pelo governo estadual de São Paulo, com o objetivo de realizar processos de desinfecção e de controle das epidemias existentes no século XIX. O patrimônio histórico foi tombado em 1985 e, desde então, é preservado para que a memória do local não se perca. Atualmente, a construção abriga o Museu de Saúde Pública Emílio Ribas, que possui um grande acervo sobre a saúde pública do estado de São Paulo, catalogado pelo Conselho Nacional de Arquivos (Conaq). O desinfectório foi uma das companhias precursoras no segmento do serviço sanitário, realizando a retirada de enfermos para hospitais de isolamento e de cadáveres de pessoas mortas por doenças infecto-contagiosas, além disto, realizava significativa função no combate às epidemias.

## Contexto histórico
Na época da criação do Desinfectório, o Brasil vivia um cenário de muitas epidemias, necessitava de controle de pragas, doenças e sanaeamento básico. Precisava-se de um ambiente público onde pudesse alojar doentes que necessitavam de isolamento, assim como remoção de cadáveres de pessoas que foram vítimas de doenças infecto-contagiosas. A partir de 1887, uma grande quantidade de imigrantes estrangeiros chegava ao estado de São Paulo. No ano citado, cerca de 40.000 desembarcaram no local e, em 1895, o número já era de 140.000. Enquanto o processo de urbanização melhorava à medida que chegavam mais imigrantes, o saneamento local e a saúde pública não acompanhavam o mesmo ritmo, aumentando a quantidade de epidemias.
Portanto, em 1887, o doutor Marcos de Oliveira Arruda, então Inspetor de Higiene, determinou que os serviços de saúde precisavam ser regulamentados, incluindo os processos de desinfecção. Na época, saneamento e saúde eram temas muito ligados, porque várias doenças eram causadas pelas precárias condições de vida as quais a população de São Paulo – e do Brasil como um todo – eram submetidas.
Assim, em 1891 o governo do estado de São Paulo começou a estruturar um serviço sanitário, criando e implementando políticas públicas de saúde, por meio do Serviço Sanitário do Estado. A década de 1890, quando as medidas ainda estavam sendo tomadas e os serviços sanitários tomando forma, foi o período em que as mortes por doenças transmissíveis representava um terço de todas as registradas no estado. Dentro do cenário, o governo era cada vez mais influenciado a criar políticas públicas que resolvessem o problema das epidemias e mortes em massa.
Antes da chegada de imigrantes em São Paulo a urbanização era menor. Na segunda metade do século XIX, com o aumento crescente da população local, os problemas também foram ampliados. No começo, os chafarizes colocados nas cidades eram essenciais para que a população tivesse água potável, mas o grande contingente potencializava o risco de doenças contagiosas se propagarem. Além disso, o esgoto não tinha um destino certo, por problemas de saneamento da época, ajudando no processo de expansão das doenças.

## Origem
O prédio do antigo Desinfectório Central está localizado na Rua Tenente Pena, nº 100, no bairro do Bom Retiro, na cidade de São Paulo (SP). Antes da construção, o local era um sobrado pertencente à Manfredo Meyer e sua esposa Elvira Isabel de Sousa Queiroz Meyer, que foi adquirido pelo governo estadual em 1882. Nesse mesmo sobrado, houve as primeiras hospedagens de imigrantes, na qual provavelmente estimulou as ruas próximas a se chamarem "rua dos italianos" e "rua dos imigrantes", (a agora renomeada como "rua José Paulino").
Antes do atual prédio tombado ter sido construído, o Desinfectório Central funcionou na Travessa das Flores, 4, na cidade de São Paulo. Isso aconteceu, porque era necessário combater as epidemias e ainda não havia um espaço da saúde pública destinado para tal finalidade.
O governo de São Paulo foi o responsável por determinar a construção do prédio, que seria localizado no bairro do Bom Retiro, em fevereiro de 1893. Nesse período, a Secretária de Agricultura do Estado de São Paulo ficou responsável pelas obras, coordenadas por Paul Rouch e J.E. Damergue. Outro órgão público que teve importante papel neste processo foi a Superintendência de Obras Públicas da Comissão de Saneamento – João Ferreira Ferraz era o encarregado responsável pela direção da construção do Desinfectório.
Após cerca de nove meses de obras, a edificação foi inaugurada no dia 01 de novembro do mesmo ano, oficializando o início dos processos de desinfecção na cidade de São Paulo. Assim que o prédio foi inaugurado, a direção e organização ficou a cargo do Dr. Diogo Teixeira de Faria, que permaneceu no cargo até 1926.
No entanto, por conta da situação da cidade e das epidemias da época, os procedimentos já aconteciam desde 1891, sob a supervisão do Dr. J. J. Torres Cotrim, enquanto a desinfecção ainda era um complemento a polícia sanitária da época.

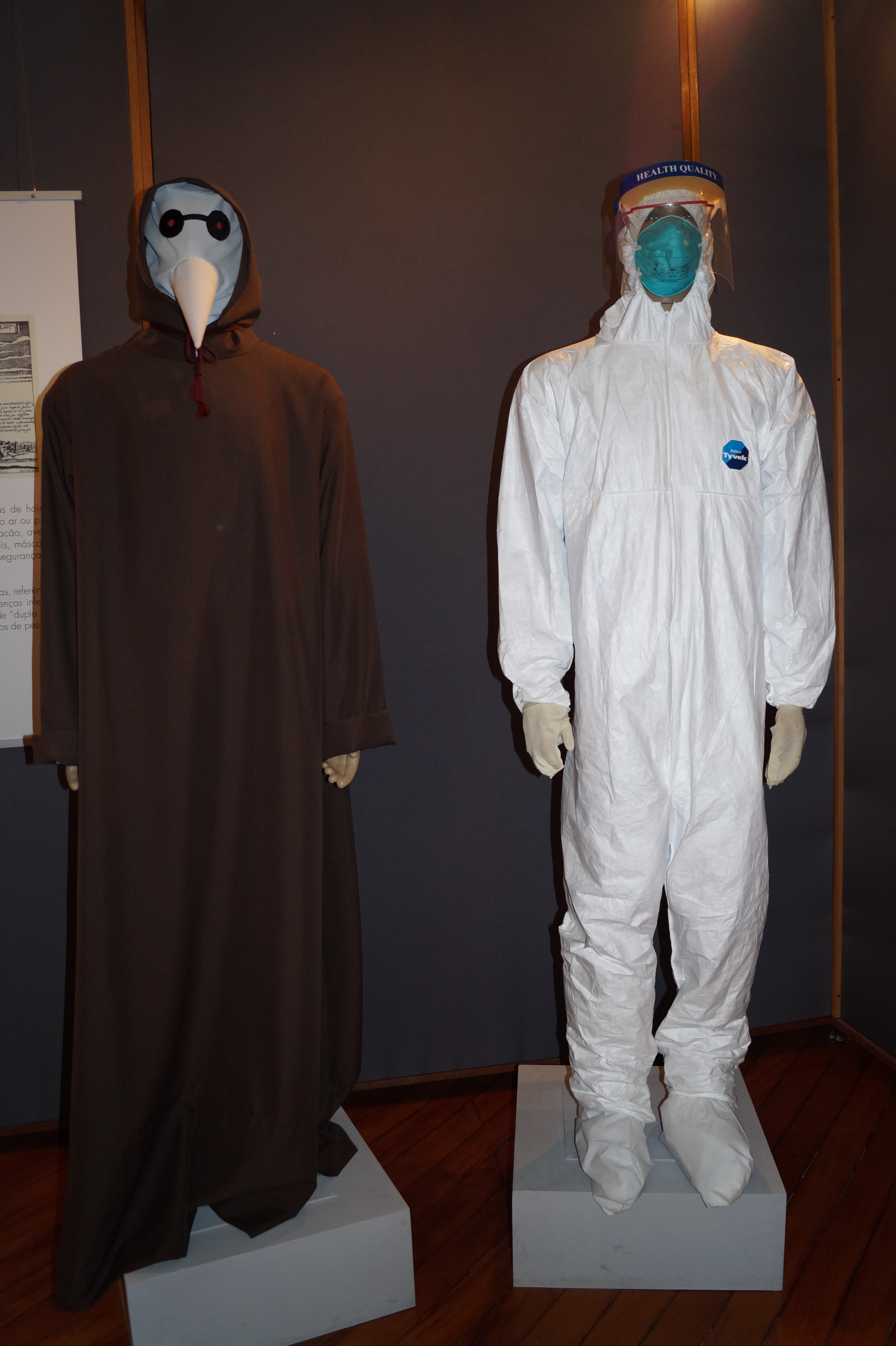
Roupas na exposição do Desinfectório Central (Bom Retiro - São Paulo - SP)

Quando foi criado, o local era um importante espaço de Serviço Sanitário, em um período que trabalhos como este eram fundamentais para evitar a transmissão de doenças. As principais funções do Desinfectório e da equipe que o compunha eram realizar desinfecções na cidade, recolher cadáveres vítimas de doenças infecto-contagiosas e, principalmente, o combate à epidemias, muito comuns na época por causa das precárias condições de saneamento básico
Os processos de desinfecções poderiam acontecer tanto dentro do prédio como nas casas em que havia pessoas doentes. O primeiro passo dos desinfectores era analisar o estado das peças que iriam realizar o procedimento. Ao levar os objetos ao Desinfectório, podiam usar autoclaves e estufas, buscando exterminar os agentes das doenças epidêmicas. Todos os membros das equipes de desinfecção utilizavam vestimentas próprias, para evitar que fossem contaminados com qualquer tipo de doença que estivessem expostos enquanto trabalhavam para extinguir as epidemias
Além disso, havia procedimento realizados nas casas da população. Um grupo levava alguns materiais importantes, como o enxofre, sacos de areia e placas de ferro. Ao entrar nas residências, os profissionais realizavam os métodos necessários para impedir que as epidemias se alastrassem.
Outra prática convencional na época foi a remoção de pessoas doentes das casas, encaminhando-as ao hospital de isolamento. A partir do recebimento da informação da localização do doente, a equipe do Desinfectório levava a pessoa ao hospital e fazia uma ficha sobre a doença do paciente, a fim de monitorá-la.
A saúde pública da época foi ganhando novas áreas, potencializando a capacidade do Estado de conter doenças e lidar com o grande montante populacional. Houve, por exemplo, a criação da Seção de Epidemologia e Profilaxia Gerais em 1938, responsável pelo combate à moscas e mosquitos, serviços de imunização, entre outros.
Em 1979, o prédio do Desinfectório recebeu uma nova função, com a inauguração do Museu de Saúde Pública Emílio Ribas.

## Significado cultural

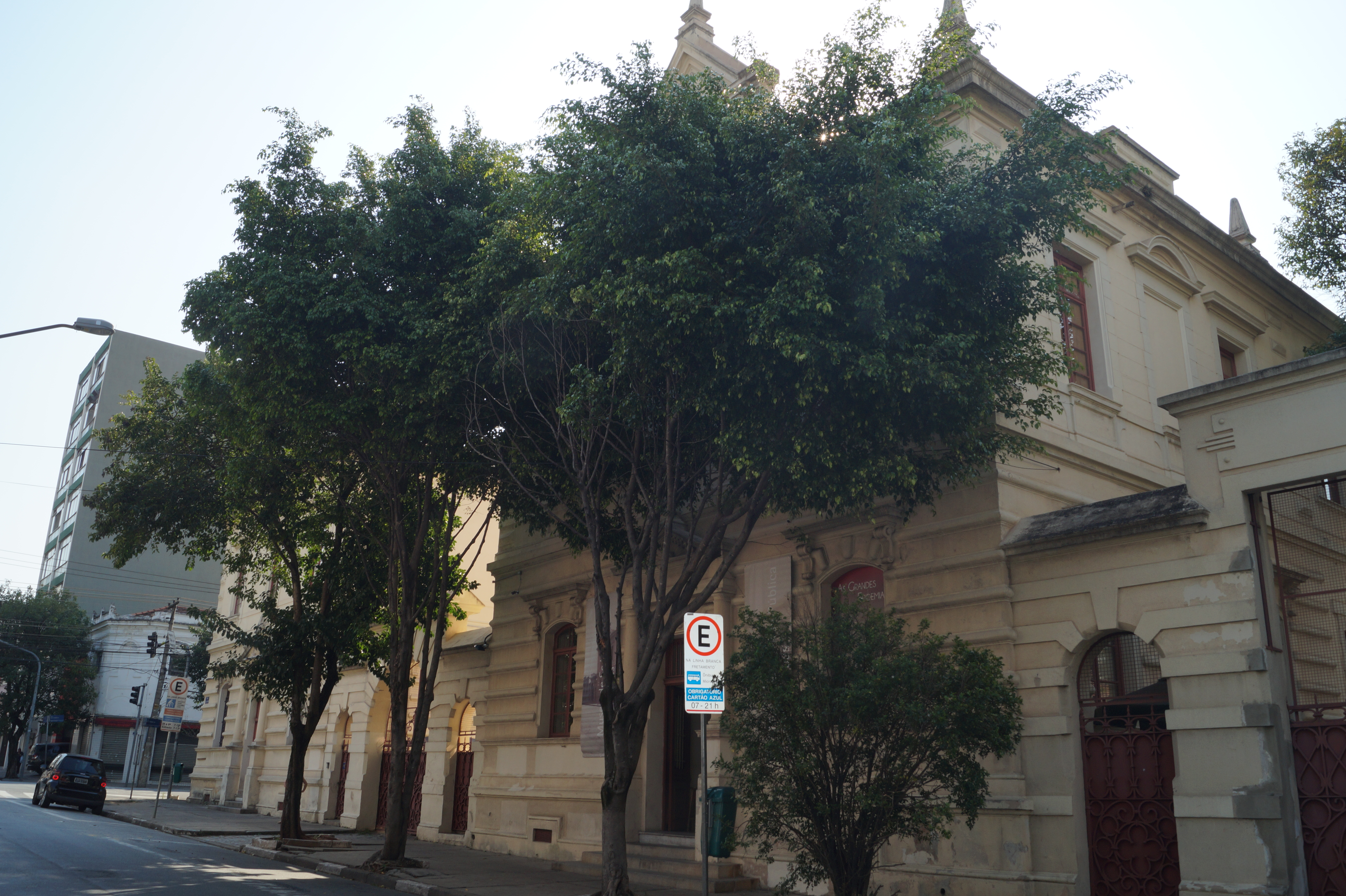
Fachada principal do Desinfectório Central (Bom Retiro - São Paulo - SP) vista de lado

O edifício do Desinfectório Central, atual prédio que abriga o Museu de Saúde Pública Emílio Ribas, foi tombado no dia 27 de agosto de 1985, com a determinação publicada no Diário Oficial da União (DOU), sendo a resolução 50. A decisão foi publicada na sessão de cultura e na época, José Cunha Lima era o secretário da pasta.
O bem fica sob responsabilidade de Conselho de Defesa do Patrimônio Histórico Arqueológico, Artístico e Turístico (Condephaat), órgão estadual responsável pela manutenção de patrimônios históricos. Ao tombar o prédio do Desinfectório, assim como os outros patrimônios tombados, o órgão se responsabiliza por impedir que a edificação seja destruída ou descaracterizada.
Os motivos que fizeram com que o prédio do antigo Desinfectório Central fosse tombado foram a história por trás da construção, bem como as características arquitetônicas do prédio, que ainda se destacam das outras construções da região do Bom Retiro.

## Características arquitetônicas

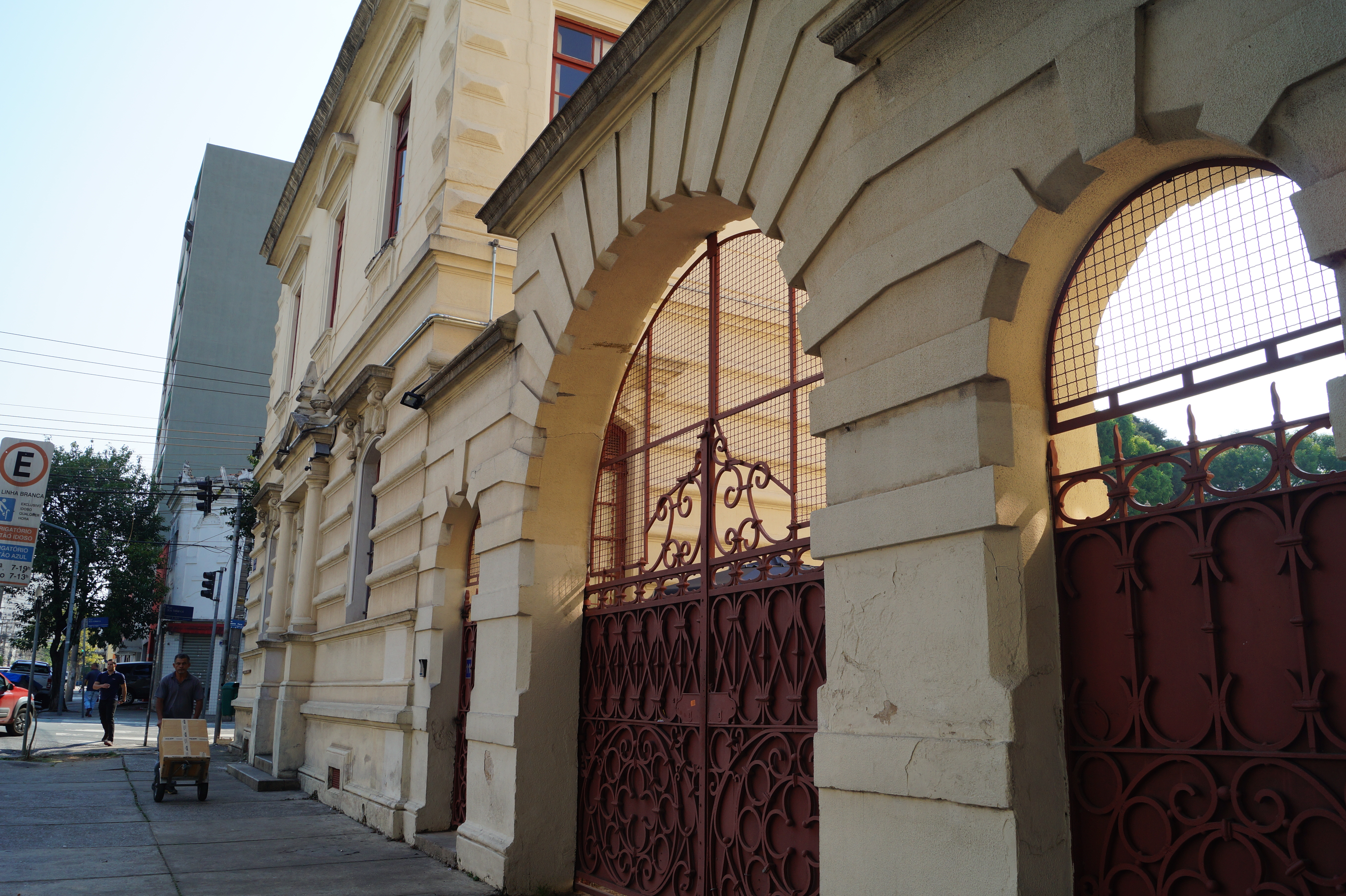
Fachada do prédio do Desinfectório Central (Bom Retiro - São Paulo - SP)

Atualmente o local é composto por uma série de prédios, sendo que um dos mais antigos deles abriga o Museu de Saúde Pública Emílio Ribas. O terreno possui galpões, o prédio principal e outras instalações, pertencentes ao governo do estado.
A obra tem uma imagem de construção reforçada e, quem passa, tem como primeira impressão um quartel militar, que, na verdade, antes de ser o desinfectório, os militares da força pública lá se hospedaram.
Segundo documentos oficiais do Condephaat, além do edifício ser tombado, há outros locais na região que também estão sob os cuidados de um órgão público, assegurando que haja respeito e cuidado pelo bem e seu redor. Além disso, há delimitações do bem tombado principal e dos secundários, sendo que todas as informações estão explicitadas em um mapa.
O prédio passou por uma reforma no ano de 2006, com o objetivo de manter o patrimônio bem conservado. Na época, a mudança acarretou em uma reformulação da estrutura local, ampliando o espaço.

## Uso atual

### Museu de Saúde Pública Emílio Ribas

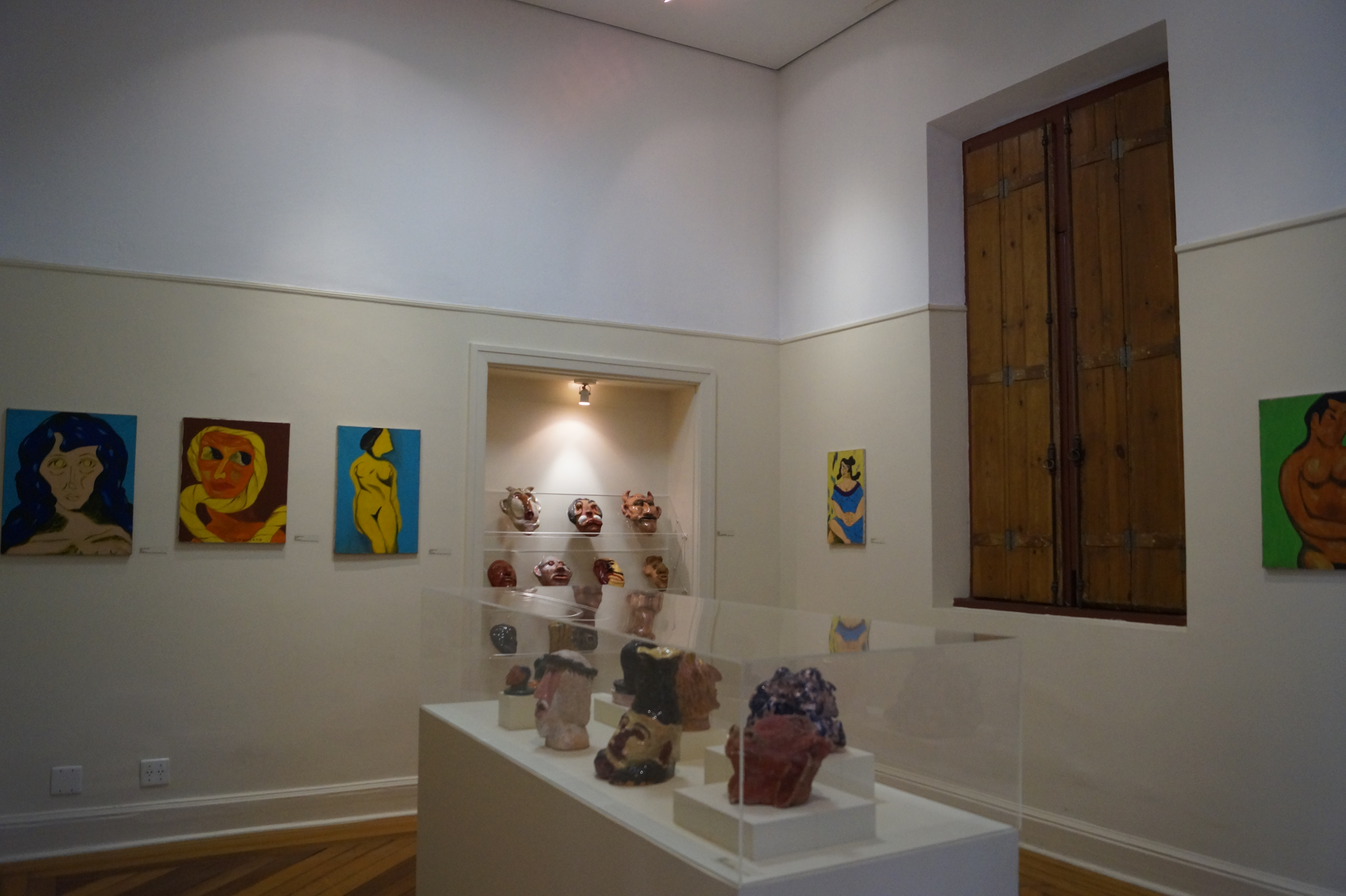
Seção de arte no piso superior do Desinfectório Central (Bom Retiro - São Paulo - SP)

Em 1964, a saúde pública passou por um forte movimento de descentralização, quando o professor Walter Pereira Leser assumiu a Secretaria de Saúde Pública e Assistência Social. Consequentemente as funções do Desinfectório Central foram modificadas e, cada vez mais, o prédio público ficava com menos funcionários e atividades. Assim, em 1965, o prédio deu lugar ao Museu de Saúde Pública Emílio Ribas.
O Museu Emílio Ribas permaneceu fechado durante cinco anos e foi reaberto ao público em maio de 2015. Desde então, o espaço cultural está aberto e conta com exposições de visitação gratuita.
Atualmente o museu abriga exposições e memórias do Desinfectório Central, como peças que eram utilizadas nas desinfecções e paineis que contam a história da época. O local pertence ao Centro de Desenvolvimento Cultural da Instituto Butantan desde 2010. Desde que o museu foi para o domínio da instituição, há uma forte preocupação em manter o acervo local.
Além de contar com peças que remontam a história vivida no Desinfectório, como um pulverizador, localizadas no térreo do prédio. O museu também possui duas exposições: “As Grandes Epidemias” e “Mais que humanos. Arte no Juquery”. A primeira delas faz com que os visitantes conheçam informações sobre doenças epidêmicas que assolaram o país, como a Aids e a gripe.
A segunda delas ficará no museu de 2016 até fevereiro de 2017. Na década de 1950, o psiquiatra Dr. Osório César criou o Ateliê Livre, em que os pacientes do Hospital Psquiátrico do Juquery pudessem se expressar de maneira artística. Desta experiência, originaram-se mais de 100 obras, expostas no museu. É possível encontrar esculturas, pinturas e quadros em alto relevo, com rostos humanos estampados.

## Galeria de fotos

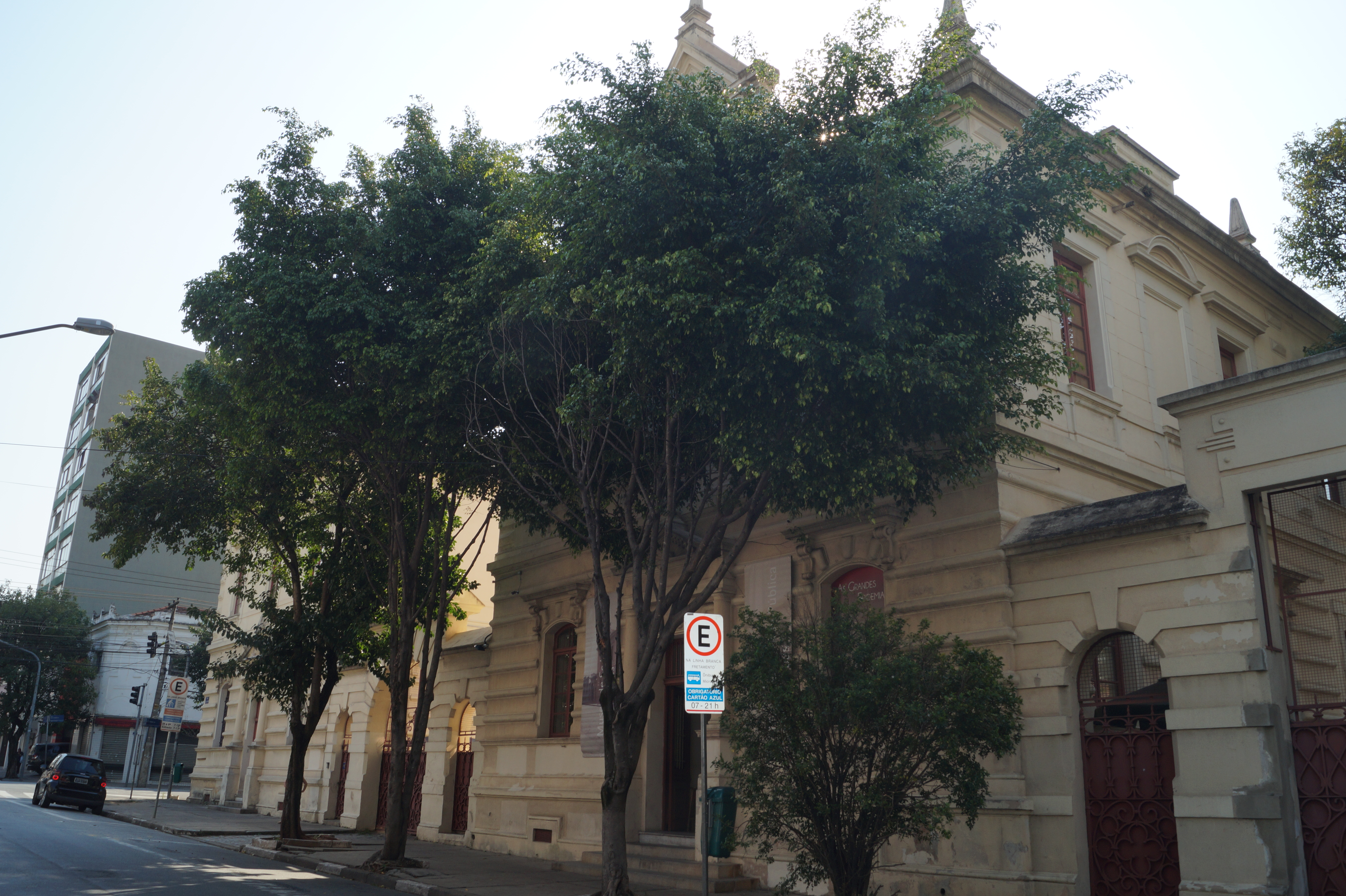
Fachada principal
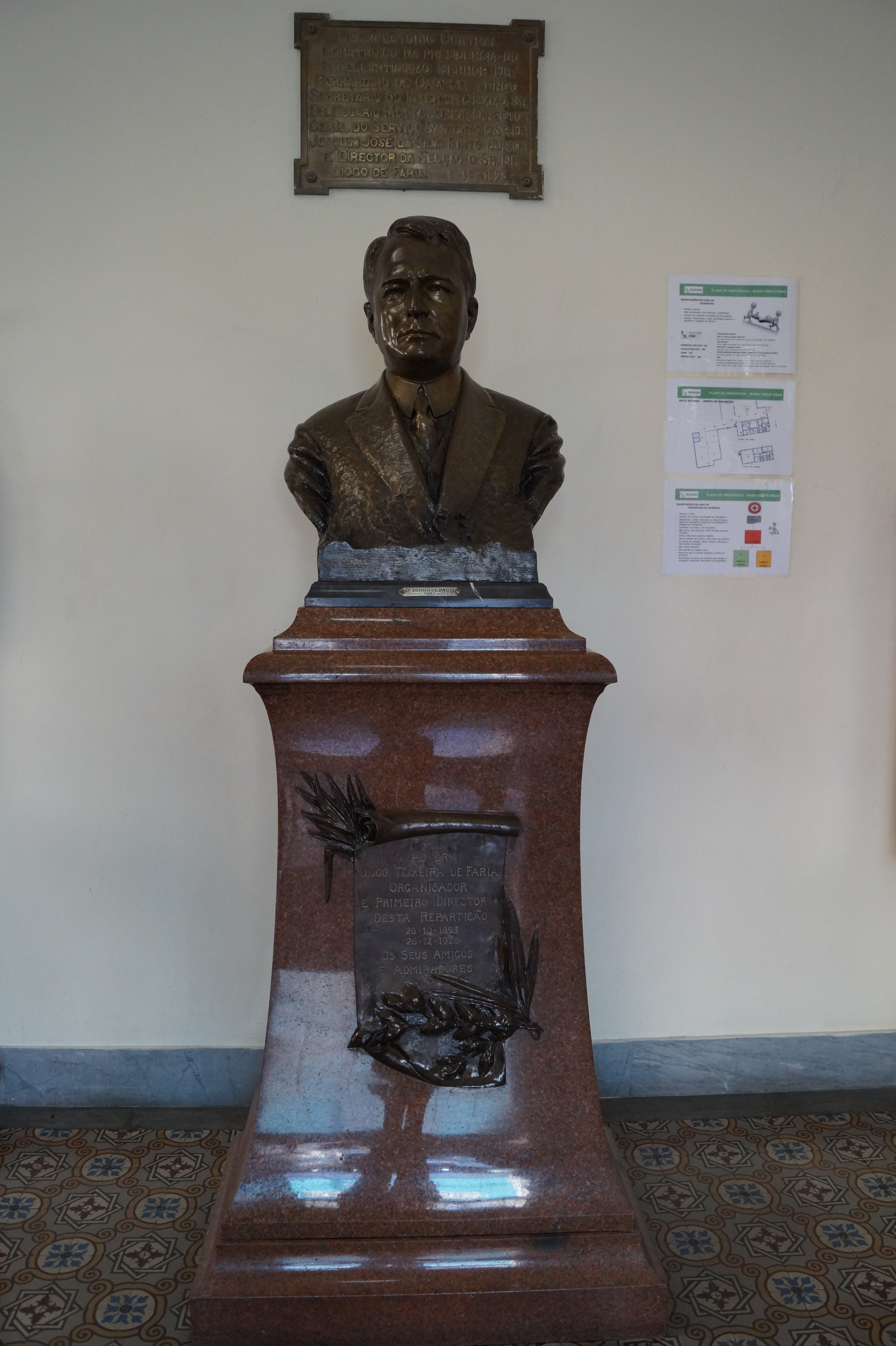
Homenagem a Diego Faria
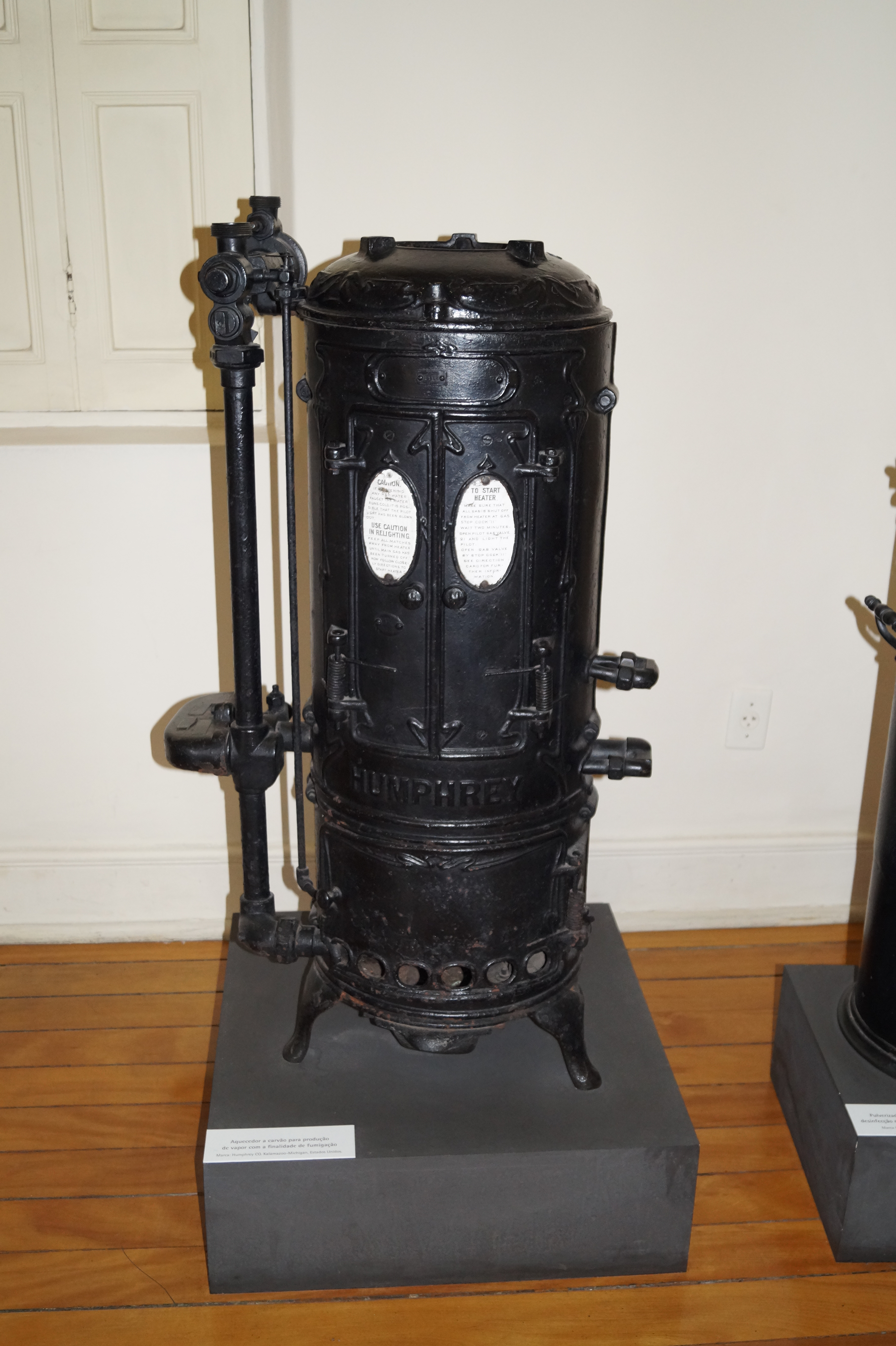
Aquecedor de desinfecção
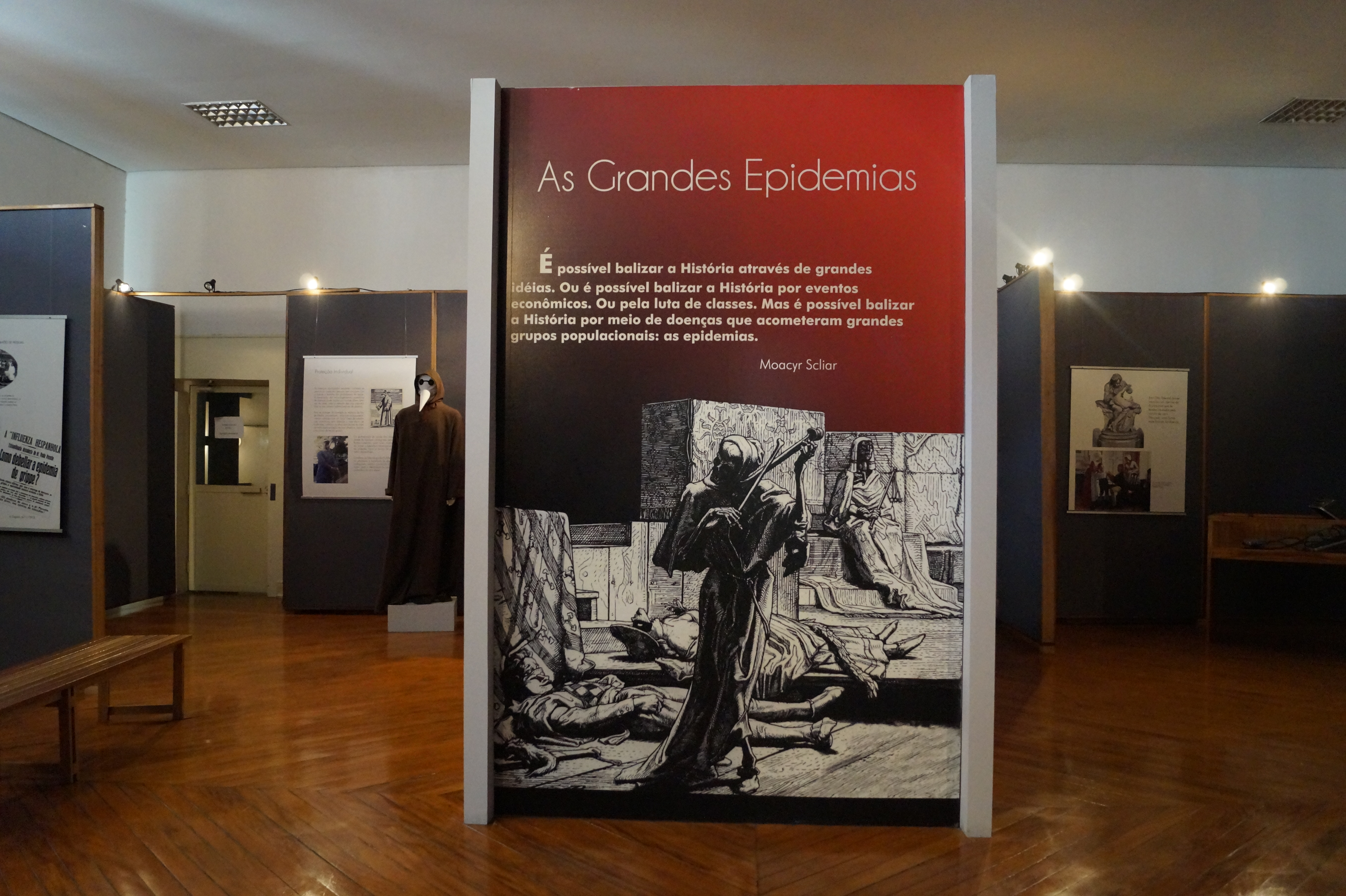
Entrada da exposição sobre doenças
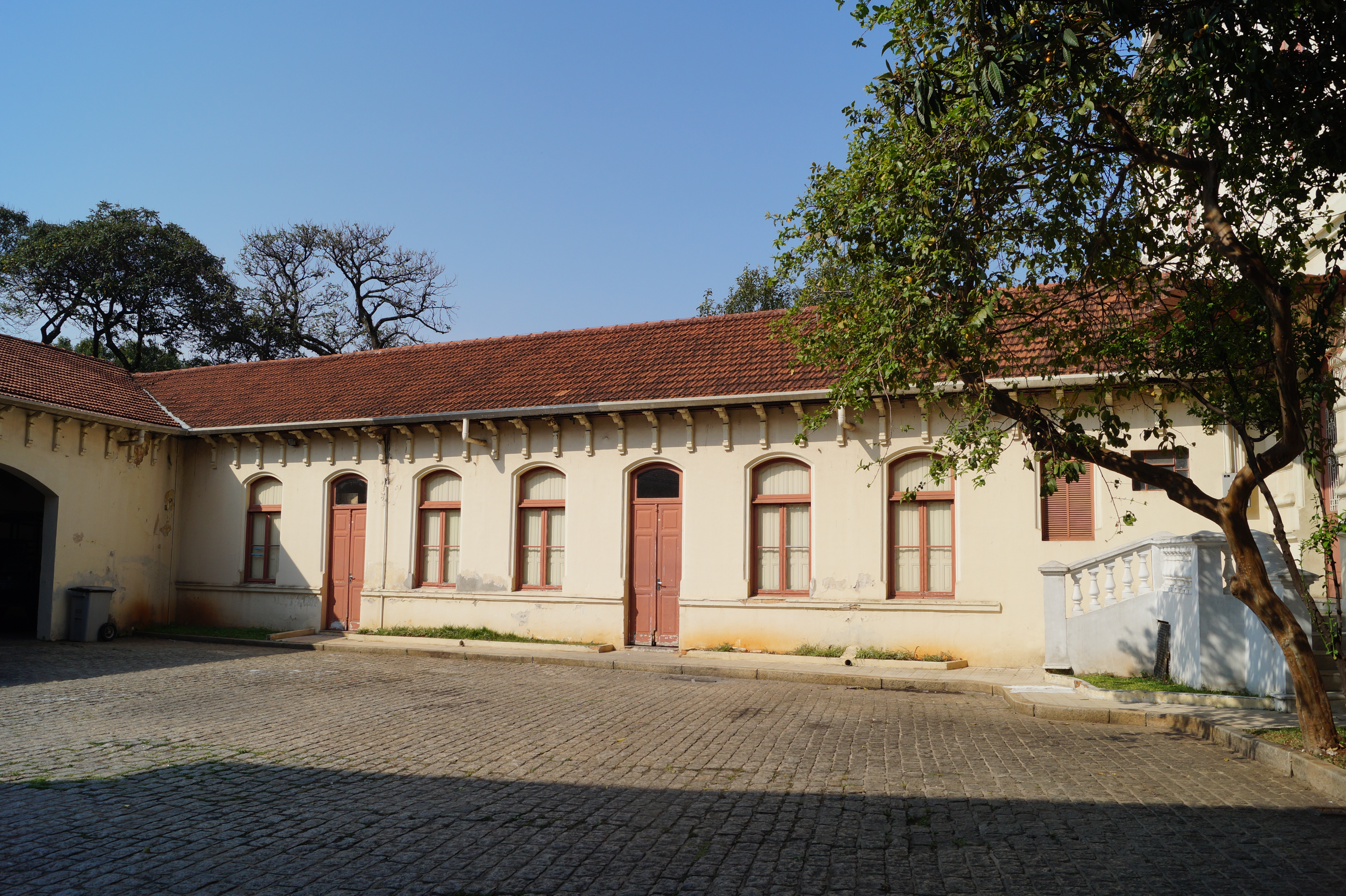
Pátio interno do prédio
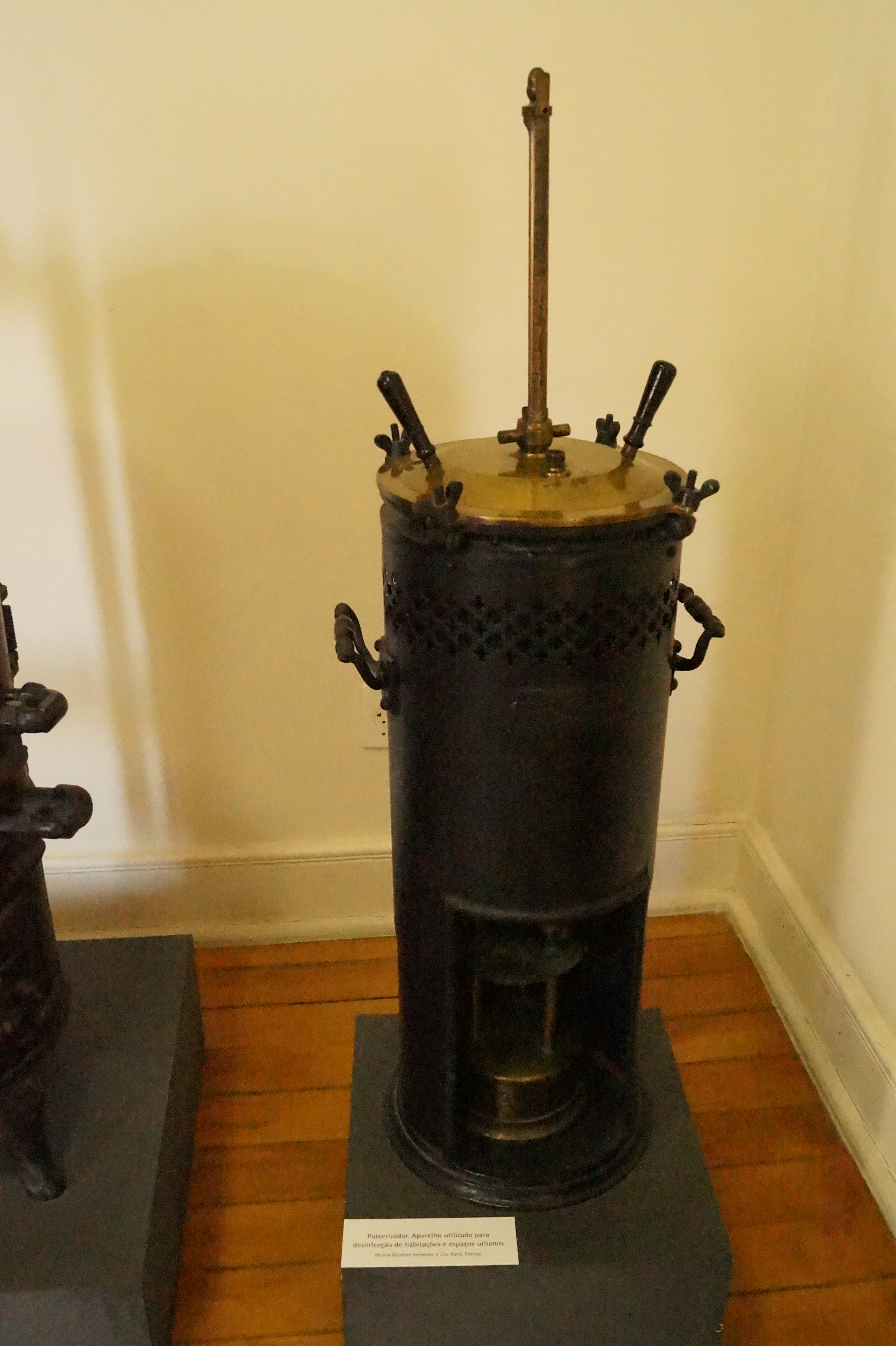
Pulverizador usado em desinfecções
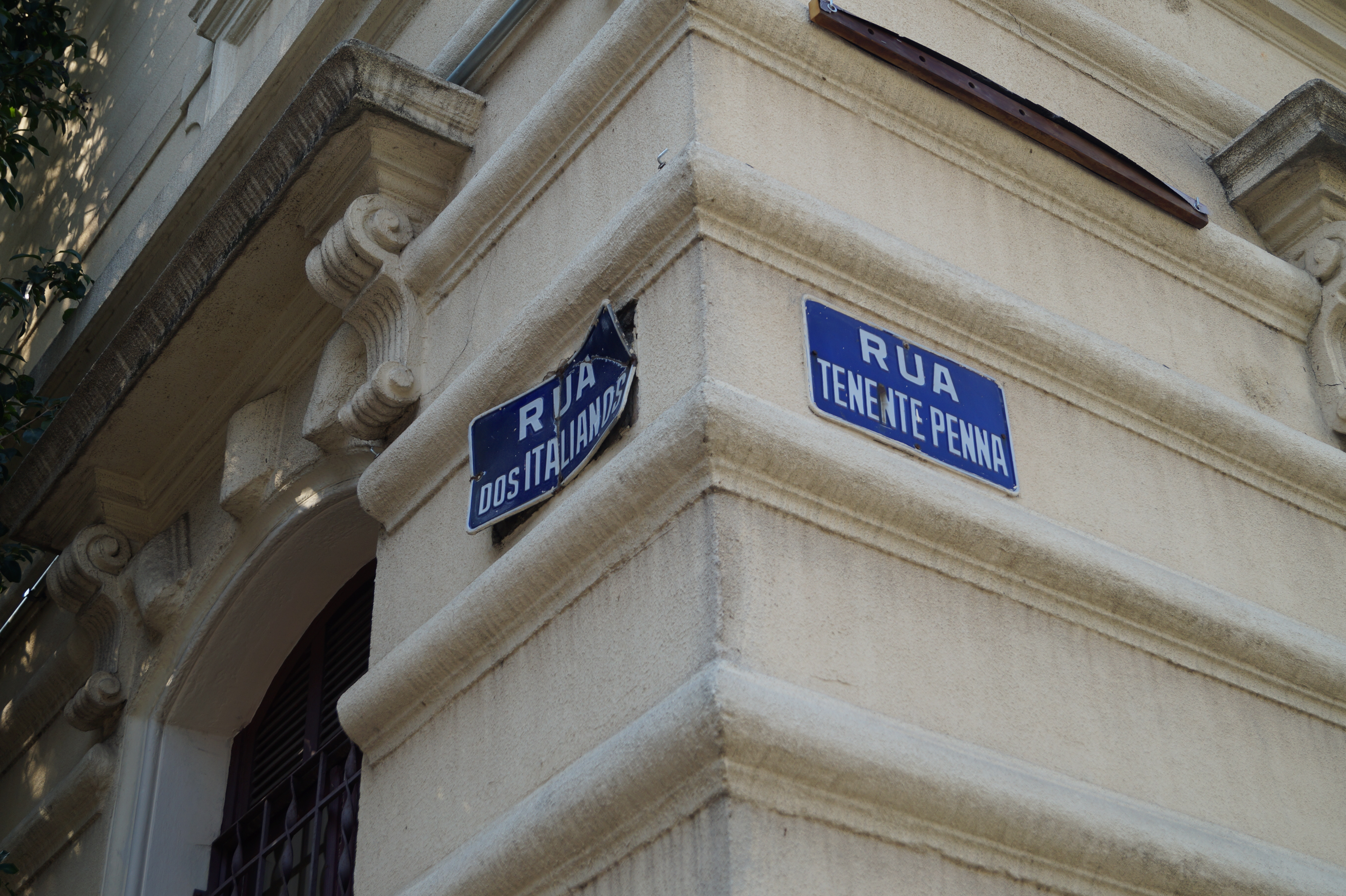
Localização do Desinfectório